# Chupadero, New Mexico
Chupadero, New Mexico (енгл. Chupadero) насељено је место без административног статуса у америчкој савезној држави Њу Мексико.

## Демографија
По попису из 2010. године број становника је 362, што је 44 (13,8%) становника више него 2000. године.
| Група             | 2000.       | 2010.       |
| Белци             | 156 (49,1%) | 206 (56,9%) |
| Афроамериканци    | 4 (1,3%)    | 0 (0,0%)    |
| Азијати           | 1 (0,3%)    | 6 (1,7%)    |
| Хиспаноамериканци | 152 (47,8%) | 148 (40,9%) |
| Укупно            | 318         | 362         |